# Laxsjö församling
Laxsjö församling var en församling i Härnösands stift. Församlingen låg i Krokoms kommun i Jämtlands län. Församlingen uppgick 2006 i Föllinge, Hotagen och Laxsjö församling, sedan mars 2009 kallat Föllingebygdens församling.

## Administrativ historik
Församlingen bildades 3 mars 1887 genom utbrytning ur Föllinge församling. Församlingen har därefter till 2006 varit annexförsamling i pastoratat Föllinge, Hotagen och Laxsjö. Församlingen uppgick 2006 i Föllinge, Hotagen och Laxsjö församling som 2010 namnändrades till Föllingebygdens församling.

## Kyrkor
- Laxsjö kyrka